# Bombardier TRAXX F140 MS2
De TRAXX F140 MS2e is een elektrische meerspanningslocomotief uit de Bombardier TRAXX-familie. De locomotieven zijn geschikt voor alle vier in Europa voorkomende bovenleidingspanningen. Dit type is een doorontwikkeling van de TRAXX F140 MS2 en is in België bekend als reeks 28, in Nederland als NS Hispeed 186 en in Duitsland als Baureihe 186.
De Britse leasemaatschappij Angel Trains, tegenwoordig bekend als Alpha Trains, was de eerste operator die 35 locomotieven van dit type bestelde. De locomotieven zijn in gebruik bij verschillende Europese spoorwegondernemingen, zowel in goederen- als reizigersverkeer.
De serie bestaat uit drie subreeksen: de E186 101 tot E186 110 (10 locs), geschikt voor Duitsland, Oostenrijk, Italië, Zwitserland en Nederland; de E186 111 tot E186 125 (15 locs), geschikt voor Duitsland, Oostenrijk, België en Nederland; en de E186 126 tot E186 135 (10 locs), geschikt voor Duitsland, Oostenrijk en Polen. Van de 15 locomotieven van de tweede subreeks (111-125) worden er twaalf verhuurd aan NS Hispeed voor inzet op de HSL-Zuid
Angel Trains bestelde daarna nog meer locomotieven van deze reeks, met een totaal van 105, waarvan 40 locomotieven bijkomend worden verhuurd aan de NMBS, die ze gebruikt in de goederendienst. Bombardier kreeg verder nog bestellingen van CB Rail (35 locs), Euro Cargo Rail (20 locs), BLS (10 locs) en Veolia Transport (9 locs). Ook ITL Benelux heeft 4 van deze locomotieven in operationele dienst rijden.
Het voordeel van deze locomotieven is het geluid in de cabine, het grootste nadeel is de onbetrouwbaarheid van het geïnstalleerde beveiligingssysteem.
|  |

## TRAXX bij NS Hispeed
NS Hispeed heeft twaalf locomotieven om in te zetten op de HSL-Zuid en sinds augustus 2008 in beperkte dienst op de Beneluxtrein ter vervanging van de verouderde reeks 11 van de NMBS. De locomotieven van NS Hispeed werden in het najaar van 2008 beplakt met een nieuw kleurpatroon met rode flanken en een wit front, wat beter aansluit bij rijtuigen in NS Hispeed-kleurstelling, en wat ze moet onderscheiden van de standaard kleurstelling van Angel Trains, die gebruikt wordt op de reeks 28 van de NMBS.
Sinds september 2009 worden de TRAXX-locomotieven ingezet op de HSL-Zuid voor de Fyra-treinen.

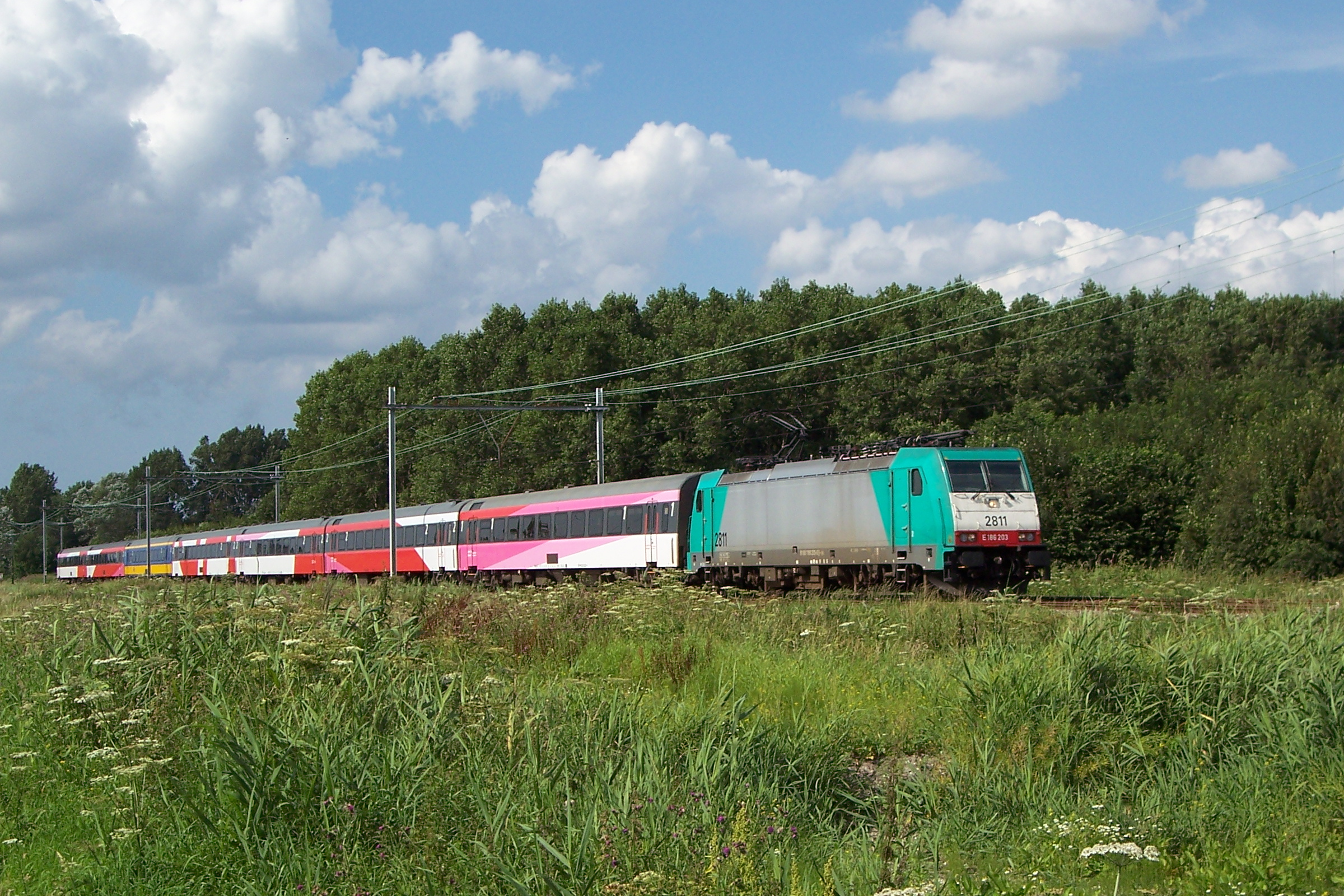
E186 203

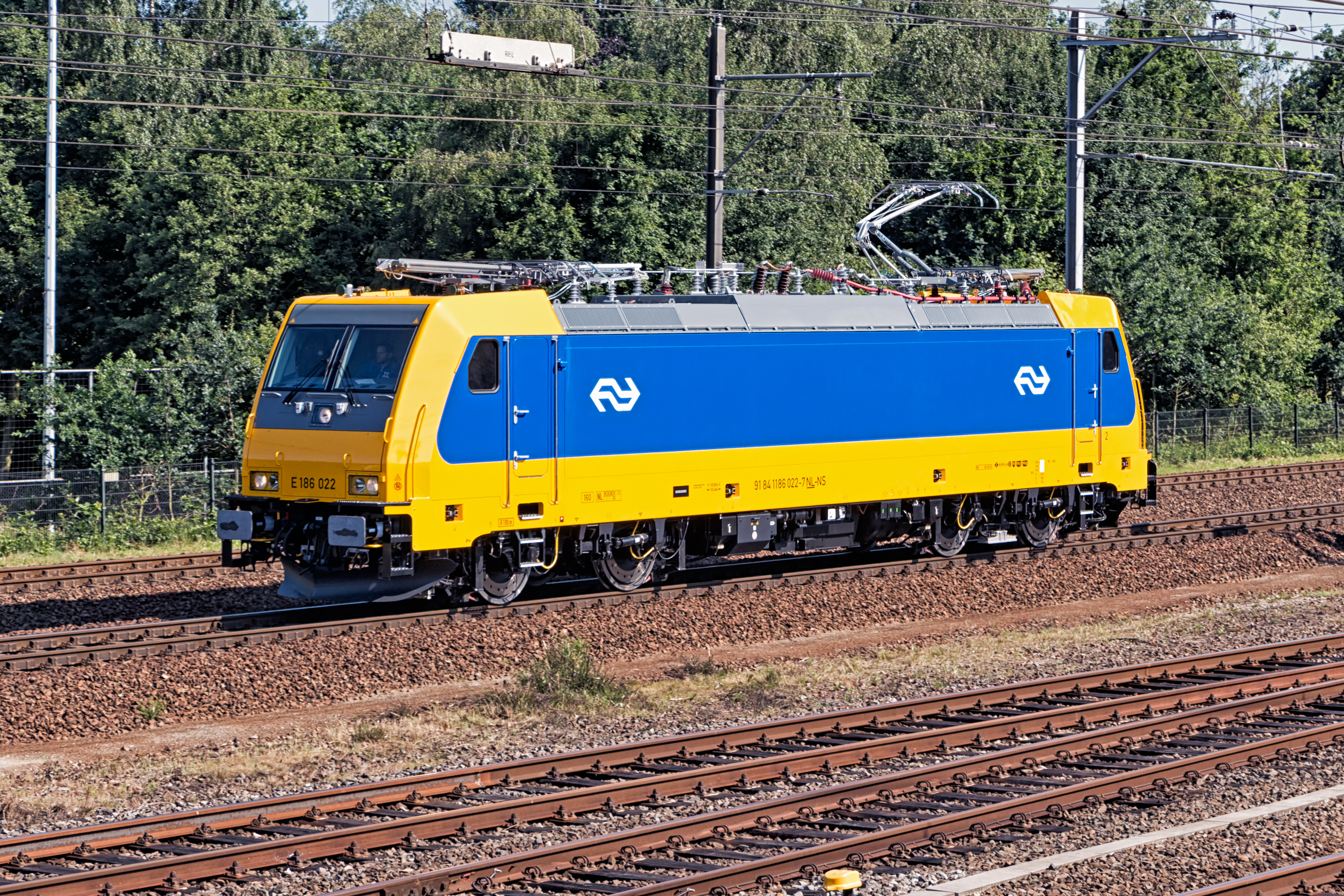
E186 022

## TRAXX bij de NMBS
Tegelijk met NS Hispeed gingen er drie locomotieven naar de NMBS, die ze in de reeks 28 nummerde (2801-2803). De bedoeling was met twee van deze locs (de derde als reserve) de pendeltrein te omkaderen, voor verbinding tussen station Antwerpen-Centraal en station Noorderkempen op de HSL 4. Door problemen met het European Rail Traffic Management System (ERTMS) in de TRAXX wordt deze dienst nu uitgevoerd met één locomotief van de reeks 13, omkaderd met M6-dubbeldeksrijtuigen en twee M6 Bx-stuurstandrijtuigen.
Later kwam nog eens 40 TRAXX'en naar België, genummerd als 2804 tot 2843, voornamelijk voor gebruik in de goederendienst. Sinds eind 2008 worden ook locs van deze reeks ingezet in de reizigersdienst voor de Beneluxtreinen.
Op 30 november 2010 werd aan Bombardier in Slowakije een toelating voor dit type locomotief verstrekt.

## TRAXX bij DB Schenker Rail
De Deutsche Bahn (DB) heeft twintig locomotieven van dit type besteld bij Bombardier bestemd voor het goederenvervoer dat DB Schenker Rail uitvoert.